# 米拉比萊 (密蘇里州)
米拉比萊（英語：Mirabile）是位於美國密蘇里州考德威爾縣的非建制地區。

## 歷史
米拉比萊的郵局於1849年設立，其後於1941年停運。

## 地理
米拉比萊所處的海拔為高於海平面300米（即984英呎），而該地所採用的時區為UTC-6，即北美中部時區（CST）。同時該地設有夏令時間，為UTC-6調快一小時，即UTC-5（CDT）。